# Fort Peace

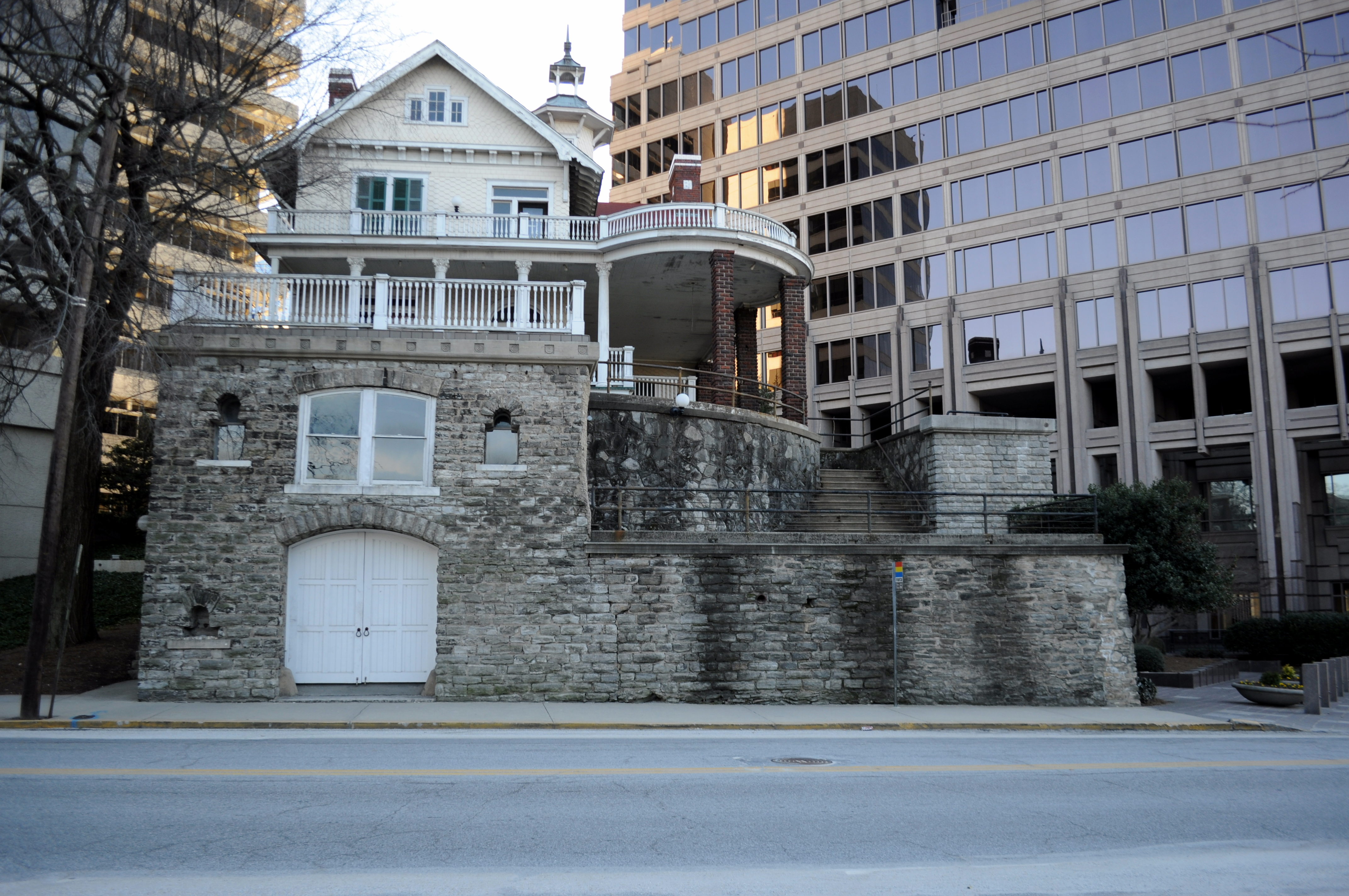
Das Fort Peace bzw. The Castle in Atlanta

Das Fort Peace (auch: The Castle) ist ein denkmalgeschütztes Wohngebäude im Stadtteil Midtown in Atlanta im US-amerikanischen Bundesstaat Georgia. Das Bauwerk ist seit dem Jahr 2014 als nationales historisches Denkmal gelistet. Das historische Anwesen befindet sich heute inmitten moderner Hochhaus-Bebauung und unmittelbar südlich des Woodruff Arts Centers und des High Museum of Art.

## Geschichte
Das sogenannte Fort Peace wurde auf einem 1904 erworbenen Grundstück als Alterssitz durch den Bürgerkriegsveteranen und Erfinder Ferdinand McMillan entworfen und gebaut und war um 1910 fertig gestellt. Das Anwesen erregte schon zu Baubeginn Aufmerksamkeit und galt bei McMillans Tod im Jahr 1920 bereits als Wahrzeichen der Stadt, zu einer Zeit, als das viktorianische Architekturerbe noch immer das Gesicht von Atlanta prägte. Das Haus wurde wegen seines markanten Granitsockels als „The Castle“ bekannt.
Nach dem Zweiten Weltkrieg war das Haus jahrzehntelang im Besitz von Hazel Roy Butler, der es an Mitglieder der städtischen Kunstszene rund um das High Museum vermietete, wie zum Beispiel den Schriftsteller Pat Conroy. Es wurde durch die Einstufung als Baudenkmal der Stadt Atlante vor dem Abriss gerettet und von AT&T als Kunstveranstaltungsort für die Olympischen Sommerspiele 1996 in Atlanta genutzt und anschließend von der Norfolk Southern Corporation instand gehalten.
Das Fort Peace ist als City of Atlanta Historic Building, als State of Georgia Historic Place und im National Register of Historic Landmarks eingestuft. Das Gebäude diente in der TV-Serie Atlanta Medical als Drehort für die Klinik für Hilfsbedürftige, die Chastain Community Clinic.